# Sven de Caluwé
Sven De Caluwe (Waregem, 4 de enero de 1978) es un músico belga, más conocido como el vocalista de la banda death metal Aborted, la banda de death metal melódico Oracles antes llamada System Divide y la banda de grindcore Bent Sea.

## Historia
Sven De Caluwe es el líder y vocalista de Aborted que se fundó el 1995, lanzando siete álbumes de estudio, cuatro EP y un split. Luego en 1999 estuvo con la banda Anal Torture bajo el nombre de "Inguio Urvan" que en aquel entonces estaba de baterista luego que la banda se cambió el nombre a Leng Tch'e y se retiró el 2007 en esa banda. En 2002 se integra a la banda de death metal In-Quest que luego se retiraría en dos años más tarde.
En 2007 entra como vocalista para la banda They:Swarm que luego cambió su nombre actualmente a Whorecore. Sven De Caluwe contrae matrimonio con la israelí Miri Milman exvocalista de Distorted que ella se habría separado para que ambos conformen una banda que fue System Divide.
Sven también es uno de los fundadores del supergrupo Bent Sea, Sven De Caluwe también tiene un estudio gráfico propio llamado "Avernus Studios".

## Discografía
Aborted
- 1998 - The Necrotorous Chronicles (EP)
- 1998 - The Splat Pack (EP)
- 1999 - The Purity Of Perversion
- 2001 - Engineering The Dead
- 2002 - Created To Kill (Split)
- 2003 - Goremageddon - The Saw And The Carnage Done
- 2004 - The Haematobic (EP)
- 2005 - The Archaic Abattoir
- 2007 - Slaughter & Apparatus - A Methodical Overture
- 2008 - Strychnine.213
- 2010 - Coronary Reconstruction (EP)
- 2012 - Global Flatline
- 2014 - The Necrotic Manifesto
- 2016 - Retrogore
- 2018 - TerrorVision
- 2021 - ManiaCult

System Divide
- 2010 - The Conscious Sedation

Leng Tch'e
- 2002 - Death by a Thousand Cuts
- 2003 - ManMadePredator
- 2005 - The Process Of Elimination
- 2007 - Marasmus

In-Quest
- 2004 - Epileptic